# Apotemnophilie

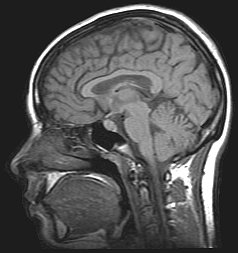
Le cerveau humain.

L'apotemnophilie est un trouble neurologique dans lequel un individu exprime un fort désir spécifique de subir l'amputation d'un ou plusieurs membres du corps en bon état,. Cela pourrait être dû à une lésion du lobe pariétal droit, ce trouble ayant des caractéristiques communes avec la somatoparaphrénie. Lors d'une très forte expérience, certains individus atteints d'apotemnophilie ont tendance à se sentir mécontents de leurs corps et veulent à tout moment retirer un membre en bon état, une condition nommée trouble identitaire relatif à l'intégrité corporelle. Certains apotemnophiles recherchent l'aide de chirurgiens pour une amputation ou se blessent volontairement un membre pour forcer une amputation médicale urgente. Une définition à part, bien qu'occasionnellement morbide, de l'apotemnophilie est un intérêt érotique consistant à être ou à ressembler à un amputé,. Cette définition à part ne doit pas être confondue avec l'acrotomophilie (terme médical signifiant un désir sexuel envers les amputés).

## Définition
Une paraphilie du type stigmatique/éligible dans laquelle une excitation sexuo-érotique et la facilitation de l'orgasme dépendent de l'individu voulant être amputé (de apo [ἀπό] = extrémité, temno  [τέμνω] = couper, et  philéin [φιλέω] = aimer). Dans ce trouble, un individu exprime un fort désir spécifique de subir l'amputation d'un ou plusieurs membres valides de son corps. Certains possèdent ce désir depuis leur enfance et tentent parfois de subir une opération médicale. Bien que la plupart des chirurgiens refuseront, par déontologie, d'amputer un membre valide, certains patients tenteront eux-mêmes d'endommager irrévocablement le membre en question, afin de rendre inévitable la nécessité d'une amputation formelle. Après amputation, certains se disent heureux de leur décision et expliquent souvent que, paradoxalement, ils sont enfin « comblés »,.

### Acrotomophilie
L'acrotomophilie (du grec akron = extrémité, tomein = couper, et philein = aimer), est une paraphilie dans laquelle un individu est sexuellement attiré par les amputés.
Le fétichisme de l'amputé est désigné en tant que forme d'abus relié à la vulnérabilité et à la dépendance de femmes invalides.

## Signes et symptômes

### Dépression

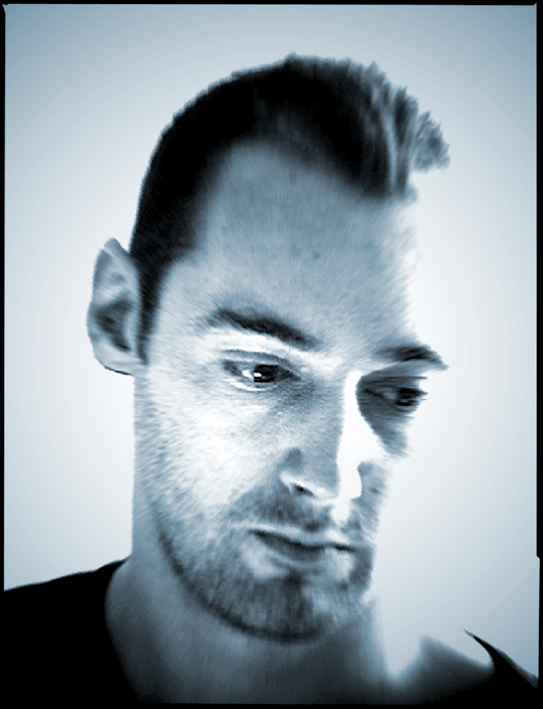
Le principal symptôme de l'apotemnophilie est la dépression.

Les apotemnophiles sont exposés à une très forte dépression causé par l'isolement, la confusion et l'incapacité de déterminer ce qu'ils sont censés être physiquement ou émotionnellement. Les patients atteints d'apotemnophilie se sentent à part de la norme et s'isolent eux-mêmes socialement.

### Blessures intentionnelles
Les blessures sont causées par des tentatives désespérées pour l'amputation d'un membre. Les patients atteints d'apotemnophilie possèdent une image idéale de leurs corps en tant qu'amputé auquel il manque un membre. Originellement développés depuis le jeune âge, les apotemnophiles apportent des mesures drastiques assurant leur idéologie de l'amputation. Les apotemnophiles tentent même d'infecter ou de blesser fortement et violemment un membre de leurs corps dans l'intention d'être amputé et dans l'idée d'être débarrassé du membre tant gênant.

## Causes
Il n'existe aucune cause directe connue de l'apotemnophilie. Cependant, de récentes recherches médicales montrent que l'apotemnophilie est liée à des anormalités du cortex préfrontal. Les apotemnophiles montrent des traits similaires concernant un désir d'amputation dès le jeune âge.
L’approche psychanalytique structurale, selon Alexandre Lévy et Jean-Claude Maleval, considère que pour une grande part des apotemnophiles un devoir s’impose à eux, au-delà de toute raison, qui prend la forme de l’exigence d’un sacrifice. Ce phénomène semble pouvoir être appréhendé comme un mode de stabilisation soutenant la structure d’une psychose hors déclenchement clinique.

## Études
L'apotemnophilie a été étudiée durant de nombreuses années pour déterminer quelle en est la cause physique et psychologique. Une étude menée par Michael B. First sur 52 aspirants ou amputés volontaires montre que la principale raison invoquée est de retrouver leur réelle identité, de corriger une anomalie anatomique. La majorité désire une amputation d’un membre (95 %) et plutôt la jambe au-dessus du genou (73 %).